# Avatar (film din 2009)
 Avatar este un film  epic științifico-fantastic american apărut la sfârșitul anului 2009, scris și regizat de regizorul canadian James Cameron (cele mai cunoscute producții ale acestuia fiind seria Terminator și Titanic). Acțiunea filmului se petrece în anul 2154 pe Pandora, o lună din sistemul stelar Alpha Centauri. Aici oamenii și-au stabilit o bază stelară pentru a exploata rezervele naturale de un prețios minereu ce se găsește pe satelitul natural, în timp ce populația aborigenă Na'vi - o rasă de aborigeni umanoizi - reușeste să reziste expansiunii coloniștilor, care le amenință existența lor precum și a ecosistemului pandorian. După spusele lui Cameron, titlul filmului se referă la trupurile modificate genetic utilizate de personajele din film pentru a interacționa cu populația Na'vi.
Ideea filmului i-a apărut lui Cameron încă din 1996, an în care a și scris primele 80 de pagini din scenariu. Filmările trebuiau să înceapă imediat după terminarea Titanicului), filmul urmând a fi lansat în 1999, însă, potrivit regizorului, "era necesar să mai treacă ceva vreme până să apară tehnologia necesară" punerii în scenă a viziunii filmului. Astfel, Cameron a început lucrul efectiv la Avatar în primăvara anului 2006 când a definitivat scenariul, limba Na'vi  și cultura Pandoriană. Tot el a precizat că în cazul unui succes al filmului sunt posibile și continuări.
Filmul a fost lansat atât în formatul obișnuit, 2-D, cât și în formatele 3-D și IMAX. Avatar a avut un buget oficial de 237 milioane dolari americani, însă alte estimări ridică cheltuielile de producție la 280–310 milioane $ și la alte 150 milioane $ pentru promovare. Filmul este văzut ca un deschizător de drumuri în cinematografia modernă, datorită noilor tehnologii folosite pentru vizualizarea 3-D și a filmărilor cu camere de filmat stereoscopice special proiectate pentru acesta.
Primind aprecierile criticilor și fiind un succes comercial, încasările brute din ziua lansării s-au ridicat la 27.000.000 $ iar cele din primul weekend de la lansare în Statele Unite ale Americii și Canada la 77.025.481 $. La nivel global se estimează că a încasat 232.160.000 $ brut în primul weekend de la lansare, Avatar fiind pe poziția a 9-a a unui clasament al tuturor timpurilor din acest punct de vedere. După 17 zile de la lansare a ajuns pe prima poziție a unui clasament din punctul de vedere al filmelor care au încasat cel mai repede 1 miliard de dolari americani (facturați) fiind și printre cele 5 filme care au avut încasări de peste 1 miliard de dolari la nivel mondial. După 3 săptămâni de la lansare filmul a ajuns pe poziția a doua din punctul de vedere al încasărilor totale.

## Distribuție (versiunea română)
- Carol Ionescu – Jake Sully[19]

## Subiectul filmului
În 2154, corporația RDA extrage minereuri de pe Pandora, o lună asemănătoare Pământului a planetei Polyphemus. Parker Selfridge (Giovanni Ribisi) conduce operațiunile de extragere de minereu și angajează un fost soldat în infanteria marină a Statelor Unite ale Americii pentru a asigura securitatea operațiunilor. Corporația intenționează să exploateze rezervele Pandorei de unobtanium, un minereu foarte prețios. Pandora este locuită de Na’vi, o specie de umanoizi care au culoarea pielii albastră și care au instincte de felină. Mai puternici din punct de vedere fizic și mai înalți decât oamenii, Na'vii trăiesc în armonie cu natura, venerând o zeiță-mamă numită Eywa.
Oamenii nu pot supraviețui expunerii în atmosfera Pandoriană un timp îndelungat, drept care sunt nevoiți să poarte măști de oxigen. În încercarea de a-și îmbunătăți relațiile cu populația băștinașă, oamenii de știință creează hibrizi între oameni și Na'vi, numiți avatari, controlați de operatori umani potriviți din punct de vedere genetic. Jake Sully (Sam Worthington), un fost infanterist marin paralizat de la brâu în jos, este soluția de urgență utilizată pentru a-l înlocui pe fratele geamăn ucis, un om de știință antrenat pentru a deveni avatar. Dr. Grace Augustine (Sigourney Weaver), șeful programului Avatar, îl consideră pe Sully inadecvat pentru a-l înlocui pe fratele său și îi atribuie doar rolul de bodyguard al său.
Jake o escortează pe Augustine și pe biologul Norm Spellman (Joel David Moore) într-o misiune de explorare în forma lor de avatari pentru a intra în contact cu Na'vi, în încercarea de a stabili relații diplomatice care să rezolve problema resurselor și să pună capăt amenințărilor. În timpul misiunii grupul este atacat de un prădător și Jake se pierde de restul grupului. Forțat de împrejurări să supraviețuiască noaptea în jungla periculoasă a Pandorei, el este salvat de Neytiri (Zoe Saldana), o femeie Na'vi. Neytiri îl duce pe Jake la Hometree(Copacul Casă), care este locuit de clanul Neytiriei numit Omaticaya. Mo'at (C. C. H. Pounder), preotul Na'vi și în același timp mama Neytirei, își arată interesul pentru  războinicul "din tărâmul visurilor" (termenul lor pentru avatari), și o instruiește pe fiica sa să îl învețe pe Jake obiceiurile lor. Colonelui Miles Quaritch (Stephen Lang), șeful forțelor de securitate ale RDA, află despre relația unică pe care Jack o are cu Omaticaya și îi promite acestuia că îi va da "picioarele reale" în schimbul informațiilor despre nativi și a ceea ce ar dori aceștia în schimb pentru a abandona Hometree situat chiar deasupra unui important zăcământ de unobtanium.
Timp de trei luni Jack crește aproape de Neytiri și de Omaticaya și începe să prefere stilul acestora de viață, ceea ce erodează din loialitatea față de agenda RDA. El este inițiat în Omaticaya, și Neytiri iși dezvălui dragostea pe care i-o poartă, alegându-l ca prieten. Schimbarea lui Jack este descoperită atunci când acesta distruge camerele de pe un buldozer care dărâma copacul denumit de trib "Copacul vocilor". Colonelul Quaritch îl deconectează pe Jack de la avatarul acestuia și le prezintă lui Selfridge și Augustinei o înregistrare prin care Jack admite că misiunea sa sortită eșecului, Omaticaya nu vor abandona niciodată Hometree. Selfridge este convins că negocierile vor eșua și astfel ordonă distrugerea Hometree.
Augustine argumentează că distrugerea Hometree-ului poate afecta vastul sistemul neurologic bio-botanic la care sunt conectate toate organismele de pe Pandora, iar Selfridge îi dă lui Jake și Augustinei o oră pentru a-i convinge pe Na’vi să părăsească Hometree. Când acesta își dezvăluie misiunea tribului Omaticaya, Neytiri îi acuză pe ambii de trădare ceea ce are ca rezultat luarea ca prizonieri a acestora. Forțele lui Quaritch distrug Hometree-ul, omorându-l pe Eytucan (Wes Studi), tatăl lui Neytiri și liderul tribului, precum și pe mulți alții. Jake și Augustine sunt deconectați de la avatarii acestora și încarcerați pentru trădare alături de Norm. Trudy Chacón (Michelle Rodriguez), un pilot în forțele de securitate care este dezgustată de violență, îi scoate din închisoare și îi ajută să scape. În timpul operațiunii de salvare, Quaritch reușește să o împuște pe Augustine. Cu Augustine mai mult moartă decât vie, Jake se întoarce la trib pentru a le cere ajutorul. Pentru a recâștiga încrederea acestora, el îl îmblânzește pe Toruk, o bestie zburătoare foarte puternică care a mai fost îmblânzită doar de 5 alți Na'vi. Jake zboară la tribul Omaticaya, care se strânsese la arborele sacru denumit "Arborele Vieții" (Tree of Souls), și pledează cu Mo'at pentru a o vindeca pe Augustine. Ei încearcă să îi transplantanteze "sufletul" Augustinei în avatarul acesteia, dar rănile sunt prea grave și aceasta moare înainte ca ritualul să fie definitivat.
Cu ajutorul lui Neytiri și a lui Tsu'Tey (Laz Alonso), noul lider al tribului Omaticaya, Jake reușeste să adune mii de Na'vi din alte clanuri. Jake se roagă la Eywa să îi ajute pe Na'vi în bătălia ce avea să vină. Quaritch, observând mobilizarea clanurilor Na'vi, îl convinge pe Selfridge să autorizeze un atac prin surpriză la "Arborele Vieții". Din cauza faptului că acesta este în centrul religiei si culturii Na'vi, distugerea sa i-ar demoraliza suficient de mult pe Na'vi astfel încât nu ar mai rezista să lupte împotriva oamenilor.
Na'vi reușesc să facă față pentru un timp atacului armatei corporației dar cu mari pierderi, printre care Tsu'Tey și Trudy. Pe măsură ce Na'vi sunt pe cale să piardă bătălia, animalele sălbatice de pe Pandora atacă surprinzător forțele corporației, depășindu-i din punct de vedere numeric. Neytiri interpretează acest atac ca un răspuns al Eywai la rugămințile lui Jake. Jake distruge bombele înainte ca acestea să ajungă la "Arborele vieții". Colonelul Quaritch reușește să scape și găsește locul din care Jack se conectează la avatarul său, pe care îl distruge, expunându-l pe Jake la atmosfera pandoriană. Neytiri îl omoară pe Quaritch și îl salvează pe Jake. O dată respins atacul, Neytiri și Jake își reafirmă dragostea atunci când ea îi vede pentru prima dată corpul său uman.
Selfridge și personalul militar sunt expatriați de pe Pandora, în timp ce lui Jake, Norm, și celorlalți oameni de știință care studiază Pandora li se permite să rămână. Îl putem vedea pe Jake purtând insigna care identifică liderul Omaticaya. Filmul se termină cu scena în care conștiința lui Jake este permanent transplantată în avatarul Na'vi de către "Arborele vieții".

## Distribuția

### Rasa umană
- Sam Worthington în rolul caporalului Jake Sully, protagonistul filmului, este un infanterist paralizat de la brâu în jos care devine parte a programului Avatar. Cameron l-a ales pe actorul australian căutând actori tineri promițători, preferând actori necunoscuți pentru a menține bugetul filmului redus. Worthington, care locuia în mașina sa la acel moment,[4] a dat două probe la început [5] și a semnat de asemenea și pentru alte posibile continuări ale filmului.[6] Cameron credea că din cauză faptului că Worthington nu a jucat în nici un film major, el va juca în Avatar "totul sau nimic", dând astfel personajului "o calitate care chiar este reală. El are acea calitate de a fi un tip cu care ai vrea să bei o bere și care în final devine un lider care transformă lumea".[7]

- Sigourney Weaver în rolul lui Dr. Grace Augustine, un botanist și șefa programului Avatar. Ea îl instruiește pe Jake Sully, și a fost avocatul unor relații pacifiste cu Na'vi, chiar punând bazele unei școli în care aceștia să învețe engleza.[8] Weaver a renunțat la părul său roșu pentru rol.[9] Personajul interpretat de ea s-a numit "Shipley" până la un moment dat, ca o referință la rolul lui Ellen Ripley pe care l-a interpretat in Aliens sub regia lui Cameron.[10] Weaver a spus că Augustine i-a reamintit de un Cameron "foarte energic și idealist".[11]
- Michelle Rodriguez în rolul lui Trudy Chacón, un pilot din marina SUA care avea misiunea de a oferi suport programului Avatar. Cameron și-a dorit să lucreze cu Rodriguez după ce a văzut-o în Girlfight.[12]
- Giovanni Ribisi în rolul lui Parker Selfridge, administratorul corporatist pentru operațiunile de extracție ale RDA și unul din principalele personaje negative.[13]
- Joel David Moore în rolul lui Norm Spellman, un antropolog[14] care studiază plantele și viața din natură ca parte a programului Avatar. El sosește pe Pandora în același timp cu Jake Sully și își asumă controlul unui avatar.
- Stephen Lang în rolul colonelului Miles Quaritch, un subcontractor care conduce detaliile de securitate ale operațiunilor de extracție și servește drept principal personaj negativ al filmului. Lang a aplicat fără succes pentru un rol în filmul lui Cameron Aliens(1986); regizorul și-a amintit de Lang și i-a distribuit un rol în Avatar.[12] Michael Biehn, protagonistul din Aliens, a citit scenariul și a urmărit câteva dintre amprentele 3D cu Cameron,[15] dar nu a apărut în final în film.
- Dileep Rao în rolul lui Dr. Max Patel, un om de știință care lucrează în programul Avatar.[16]
- Matt Gerald în rolul caporalului Lyle Wainfleet, un contractor de securitate care lucrează sub comanda Colonelului Quaritch.[17]

### Rasa Na'vi
- Zoe Saldana în rolul lui Neytiri, prințesa Omaticaya, clanul Na'vi în jurul căruia se desfășoară acțiunea, care este atrasă de curajul lui Jake.[18] Personajul, ca de altfel toate personajele Na'vi, a fost creat utilizând tehnica de captură performantă și este complet generat pe calculator.[19] Saldana a semnat de asemenea pentru posibilele continuări ale filmului.[6]
- C. C. H. Pounder în rolul lui Mo'at, liderul spiritual al Omaticaya, mama lui Neytiri, și soția liderului clanului Eytucan.[20]
- Laz Alonso în rolul lui Tsu'tey, moștenitor al șefiei tribului, și logodnicul Neytiriei, înainte de evenimentele din film.
- Wes Studi în rolul lui Eytucan, liderul tribului Omaticaya, soțul lui Mo'at si tatal Neytiriei.
- Peter Mensah în rolul lui Akwey, liderul unul clan de câmpie al rasei Na'vi.